# Campeonato Soviético de Xadrez de 1944
O Campeonato Soviético de Xadrez de 1944 foi a 13ª edição do Campeonato de xadrez da União Soviética, realizado em Moscou, de 21 de maio a 17 de junho de 1944. A competição foi vencida por Mikhail Botvinnik. O experiente Salo Flohr, após se naturalizar soviético, participou pela primeira vez; assim como o jovem David Bronstein. 

## Classificação e resultados
| N° | Jogador             | 1 | 2 | 3 | 4 | 5 | 6 | 7 | 8 | 9 | 10 | 11 | 12 | 13 | 14 | 15 | 16 | 17 | Total |
| -- | ------------------- | - | - | - | - | - | - | - | - | - | -- | -- | -- | -- | -- | -- | -- | -- | ----- |
| 1  | Mikhail Botvinnik   | - | 1 | 1 | 1 | 1 | ½ | 0 | 1 | ½ | 1  | ½  | 1  | 1  | 1  | 0  | 1  | 1  | 12½   |
| 2  | Vassily Smyslov     | 0 | - | 0 | ½ | 1 | 1 | 1 | 0 | ½ | 1  | 1  | 1  | ½  | 1  | ½  | ½  | 1  | 10½   |
| 3  | Isaac Boleslavsky   | 0 | 1 | - | ½ | ½ | ½ | 1 | 1 | 0 | ½  | ½  | 1  | 1  | 1  | ½  | ½  | ½  | 10    |
| 4  | Salo Flohr          | 0 | ½ | ½ | - | ½ | ½ | 1 | ½ | ½ | ½  | 0  | ½  | 1  | 1  | 1  | ½  | 1  | 9½    |
| 5  | Vladas Mikenas      | 0 | 0 | ½ | ½ | - | ½ | 1 | 0 | 1 | ½  | 1  | 1  | 1  | 0  | 1  | 0  | 1  | 9     |
| 6  | Vladimir Makogonov  | ½ | 0 | ½ | ½ | ½ | - | 0 | 0 | 1 | 0  | 1  | ½  | 1  | 1  | ½  | 1  | 1  | 9     |
| 7  | Alexander Tolush    | 1 | 0 | 0 | 0 | 0 | 1 | - | ½ | 1 | 1  | 1  | 1  | 0  | 0  | 0  | 1  | 1  | 8½    |
| 8  | Andor Lilienthal    | 0 | 1 | 0 | ½ | 1 | 1 | ½ | - | ½ | ½  | 0  | 0  | 1  | ½  | 0  | ½  | ½  | 7½    |
| 9  | Alexey Sokolsky     | ½ | ½ | 1 | ½ | 0 | 0 | 0 | ½ | - | 0  | 0  | ½  | 1  | 1  | 1  | 1  | 0  | 7½    |
| 10 | Gavriil Veresov     | 0 | 0 | ½ | ½ | ½ | 1 | 0 | ½ | 1 | -  | 1  | 0  | 0  | 0  | 1  | 1  | ½  | 7½    |
| 11 | Viacheslav Ragozin  | ½ | 0 | ½ | 1 | 0 | 0 | 0 | 1 | 1 | 0  | -  | 0  | 1  | ½  | 0  | ½  | 1  | 7     |
| 12 | Alexander Kotov     | 0 | 0 | 0 | ½ | 0 | ½ | 0 | 1 | ½ | 1  | 1  | -  | 0  | ½  | 1  | 1  | 0  | 7     |
| 13 | Abram Khavin        | 0 | ½ | 0 | 0 | 0 | 0 | 1 | 0 | 0 | 1  | 0  | 1  | -  | 1  | 1  | 1  | ½  | 7     |
| 14 | Georgy Lisitsin     | 0 | 0 | 0 | 0 | 1 | 0 | 1 | ½ | 0 | 1  | ½  | ½  | 0  | -  | ½  | 1  | 1  | 7     |
| 15 | David Bronstein     | 1 | ½ | ½ | 0 | 0 | ½ | 1 | 1 | 0 | 0  | 1  | 0  | 0  | ½  | -  | 0  | ½  | 6½    |
| 16 | Vladimir Alatortsev | 0 | ½ | ½ | ½ | 1 | 0 | 0 | ½ | 0 | 0  | ½  | 0  | 0  | 0  | 1  | -  | 1  | 5½    |
| 17 | Grigory Ravinsky    | 0 | 0 | ½ | 0 | 0 | 0 | 0 | ½ | 1 | ½  | 0  | 1  | ½  | 0  | ½  | 0  | -  | 4½    |